# Gesteinsbildendes Mineral
Als gesteinsbildendes Mineral wird in der Geologie ein Mineral bezeichnet, das mittels des aus ihm gebildeten Gesteins den Großteil der Erdkruste aufbaut.

## Verwendung des Begriffs
Ungeachtet der unscharfen Definition, die je nach Autor zwischen 30 und 250 (nach anderen Quellen sogar bis zu 400) Minerale umfasst, wird der Begriff in den Geowissenschaften sehr häufig verwendet, da die Bestimmung von gesteinsbildenden Mineralen für die Klassifikation und Benennung von Gesteinen, insbesondere von Magmatiten (die nach ihrem Mineralbestand in das Streckeisendiagramm eingeordnet werden) und Metamorphiten (bei denen die dominierenden Mineralphasen in den Gesteinsnamen aufgenommen werden), unverzichtbar ist.
Bei der Analyse eines Gesteins werden die gesteinsbildenden Minerale dabei anhand ihrer Häufigkeit in Hauptgemengeteile (mehr als 10 Vol.-%), Nebengemengeteile (zwischen 1 und 10 Vol.-%) und Akzessorien (weniger als 1 Vol.-%) unterschieden.

## Häufigkeitsverteilung in der Erdkruste
Nach einer Modellrechnung kann davon ausgegangen werden, dass zehn Minerale bzw. Gruppen von Mineralen rund 95 % des Volumens der Erdkruste ausmachen (verändert nach):
| Mineral/-gruppe               | Vol.-% |
| ----------------------------- | ------ |
| Plagioklas                    | 39,0   |
| Alkalifeldspat                | 12,0   |
| Quarz                         | 12,0   |
| Pyroxene                      | 11,0   |
| Amphibole                     | 5,0    |
| Glimmer                       | 5,0    |
| Olivin                        | 3,0    |
| Tonminerale incl. Chlorite    | 4,5    |
| Calcit/Aragonit/Dolomit       | 2,0    |
| Magnetit incl. Titanomagnetit | 1,5    |
| Andere                        | 4,9    |

## Bestimmung
Nur ein kleiner Teil der gesteinsbildenden Minerale kann makroskopisch im Gelände sicher bestimmt werden, wenn die einzelnen Mineralkörner in dem in Frage stehenden Gestein eine Größe erreichen, die es erlaubt, Kriterien wie Farbe, Glanz, Spaltbarkeit, Härte, Zwillingsbildung und dergleichen mit bloßem Auge oder bei Betrachtung mit der Lupe zu beurteilen. Für feinkörnige Gesteine wie auch für den großen Rest der gesteinsbildenden Minerale überhaupt sind die Untersuchungsmethoden der Gesteinsmikroskopie mit dem Polarisationsmikroskop, Untersuchungen mit der Mikrosonde oder die Anwendung röntgenographischer Methoden erforderlich.